# Jungfruskär (Houtskär)
Jungfruskär is een groepje onbewoonde eilanden in de Scherenzee, voorheen behorende tot de Finse gemeente Houtskär maar sinds een gemeentelijke herindeling in 2009 tot de gemeente Parainen. De drie grootste eilanden zijn Hamnö, Storlandet en Nölstö. De laatstgenoemde twee eilanden behoren tot het Nationaal park Archipel.

## Geschiedenis
De eilandengroep is door zijn centrale ligging eeuwenlang een tussenstop en een veilig toevluchtsoord geweest voor schippers. In de 19e eeuw werden de eilanden voornamelijk bewoond door keuterboeren, die er aardappelen teelden en wat vee hielden. In het begin van de 20e eeuw had het eiland 43 inwoners en in 1933 werd er zelfs een klein basisschooltje gesticht, met 9 leerlingen.
In de Winteroorlog stortte op 17 februari 1940 een Fins jachtvliegtuig neer op de archipel. Het werd neergehaald door een Russische Iljoesjin DB-3 bommenwerper. Twee bemanningsleden waren op slag dood; de derde werd neergeschoten toen hij over het ijs wegvluchtte. Hij ligt begraven op het zuidelijke puntje van Jungfruskär.
Tijdens de daarop volgende Tweede Wereldoorlog, in juli 1940, werden er kanonnen en barakken op het eiland geplaatst. Aanvankelijk werden er 90 troepen gehuisvest; uiteindelijk zelfs bijna 200. In de oorlog was het de taak van het fort om de zeegrens te beschermen tegen mogelijke vijandelijke aanvallen vanuit het nabijgelegen en officieel gedemilitariseerde Åland.
De strijdkrachten bleven tot 1977 op de archipel.
In 1983 verlieten de laatste vaste bewoners de eilandengroep; sindsdien verblijven mensen er alleen tijdelijk op de eilanden.

## Natuur
Typerend voor het landschap op deze eilanden is het grasland met verspreide bomen. Dit is ontstaan doordat de boeren de bomen knotten en de takken gebruikten als wintervoeding voor hun vee.
De vlierorchis en de bittere vleugeltjesbloem groeien er.

## Toerisme
De archipel is alleen te bereiken met een eigen boot; er is geen lijnverbinding met deze eilanden. Het grootste eiland, Storlandet, heeft een 15 meter lange pier. Daar is een informatiebord en een eenvoudige kampeerplek. Van daaraf loopt een drie kilometer lang natuurpad over het eiland, en er is een uitkijktoren (2003).

## Trivia
In 1967 werd op de eilanden een televisiefilm opgenomen: Inför havets anlete (in het aanzicht van de zee), gebaseerd op de gelijknamige roman uit 1921 van Arvid Mörne.